# Cyperus difformis
Cyperus difformis é uma espécie de planta com flor pertencente à família Cyperaceae. 
A autoridade científica da espécie é L., tendo sido publicada em Centuria II. Plantarum...2: 6. 1756.

## Portugal
Trata-se de uma espécie presente no território português, nomeadamente em Portugal Continental, no Arquipélago dos Açores e no Arquipélago da Madeira.
Em termos de naturalidade é nativa de Portugal Continental e introduzida no Arquipélago dos Açores e no Arquipélago da Madeira..

## Protecção
Não se encontra protegida por legislação portuguesa ou da Comunidade Europeia.